# Správní obvod Ústí nad Labem
Správní obvod Aussig/Ústí nad Labem (německy Regierungsbezirk Aussig) byl okres v Říšské župě Sudety na území dnešního Česka, vzniklý v důsledku Mnichovské dohody. Jméno nese po městě Ústí nad Labem (Aussig an der Elbe). Existovala od roku 1939 do roku 1945.

## Historie
Po skončení druhé světové války se oblast opět stala součástí Československa, zdejší německé obyvatelstvo bylo odsunuto na základě Benešových dekretů.
Vedoucím civilní správy byl od roku 1938 právník Friedrich Bachmann (1884–1960) a po něm v letech 1938–1945 Hans Krebs (1888–1947) jako okresní prezident.

## Administrativní členění
| Označení      | Název okresu                      | Plocha v km² | Populace (k 17. květnu 1939) |
| Reg.          | Aussig                            | 7,293,16     | 1,328,784                    |
| ------------- | --------------------------------- | ------------ | ---------------------------- |
| městský okres | Aussig/Ústí nad Labem             | 36,86        | 67 063                       |
| městský okres | Reichenberg/Liberec               | 37,35        | 69,195                       |
| zemský okres  | Aussig                            | 318,81       | 56,201                       |
| zemský okres  | Bilin/Bílina                      | 236,50       | 33,559                       |
| zemský okres  | Böhmische Leipa/Česká Lípa        | 328,78       | 48,356                       |
| zemský okres  | Braunau/Broumov                   | 330,16       | 34,386                       |
| zemský okres  | Brüx/Most                         | 348,26       | 90 929                       |
| zemský okres  | Dauba/Dubá                        | 495,10       | 25 511                       |
| zemský okres  | Deutsch Gabel/Jablonné            | 577,45       | 45,468                       |
| zemský okres  | Dux/Duchcov                       | 139,73       | 39,486                       |
| zemský okres  | Friedland/Frýdlant                | 372,81       | 36,595                       |
| zemský okres  | Gablonz/Jablonec nad Nisou        | 296,48       | 96,006                       |
| zemský okres  | Hohenelbe/Vrchlabí                | 551,59       | 62,246                       |
| zemský okres  | Komotau/Chomutov                  | 493,90       | 85,572                       |
| zemský okres  | Leitmeritz/Litoměřice             | 550,25       | 71,547                       |
| zemský okres  | Reichenberg/Liberec               | 406,95       | 64 070                       |
| zemský okres  | Rumburg/Rumburk                   | 125,78       | 39,421                       |
| zemský okres  | Schluckenau/Šluknov               | 140,72       | 34,844                       |
| zemský okres  | Teplitz-Schönau/Teplice-Šenov     | 202,99       | 97,112                       |
| zemský okres  | Tetschen-Bodenbach/Děčín-Podmokly | 603,53       | 118,118                      |
| zemský okres  | Trautenau/Trutnov                 | 610,63       | 73,376                       |
| zemský okres  | Warnsdorf/Varnsdorf               | 88,53        | 37,723                       |